# Igreja de Santa Bárbara (Cedros)

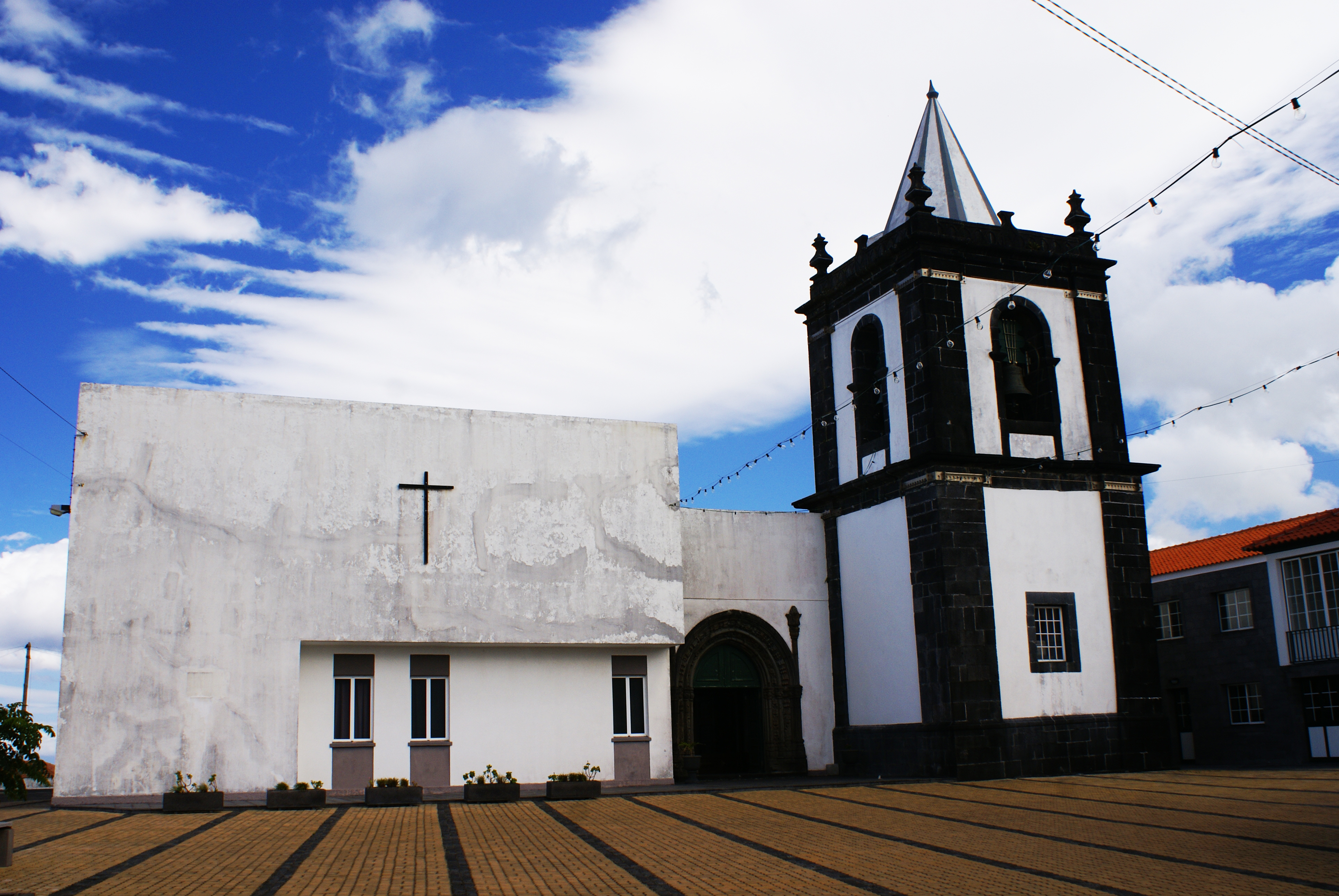
Igreja de Santa Bárbara, Horta: fachada.

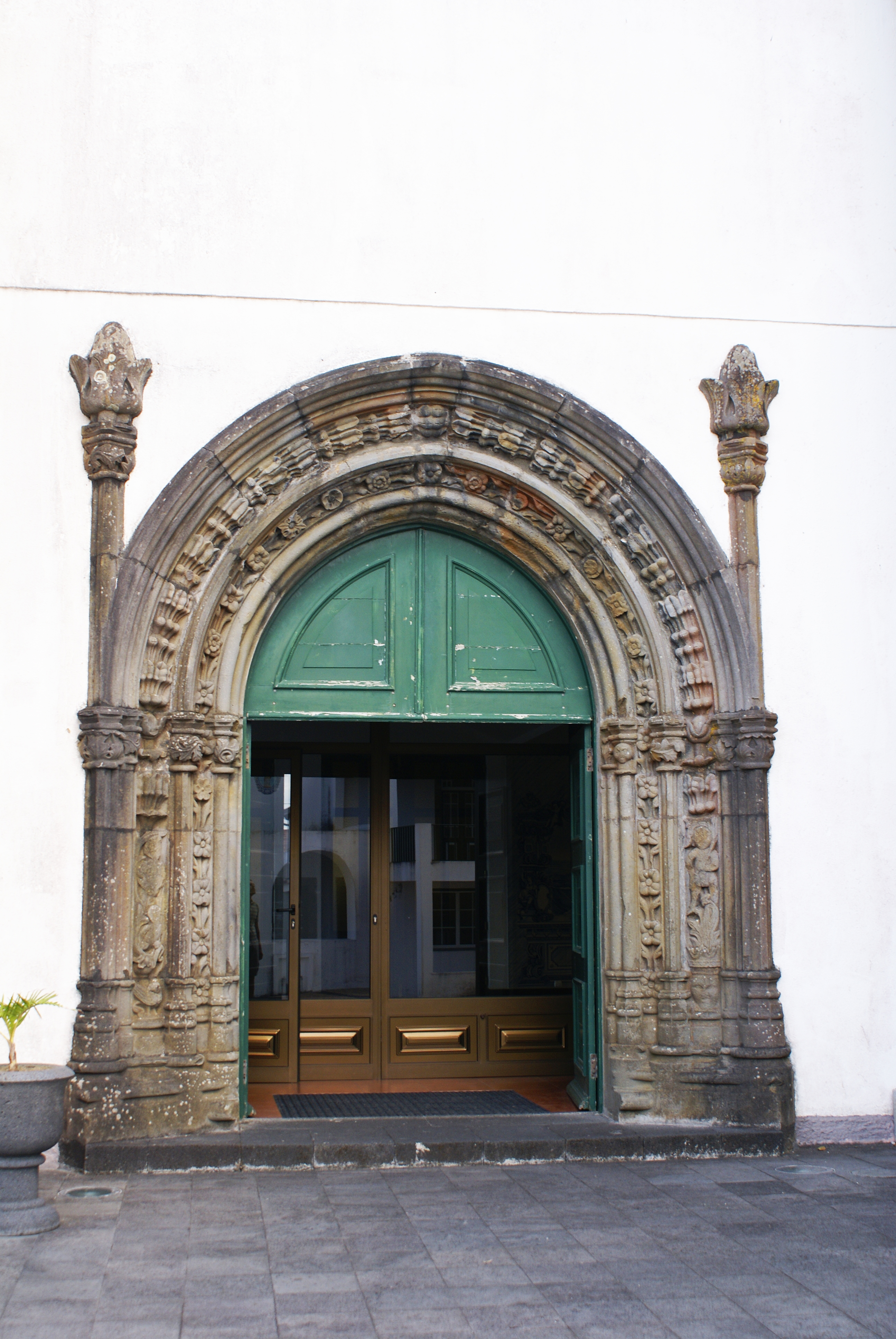
Igreja de Santa Bárbara: porta.

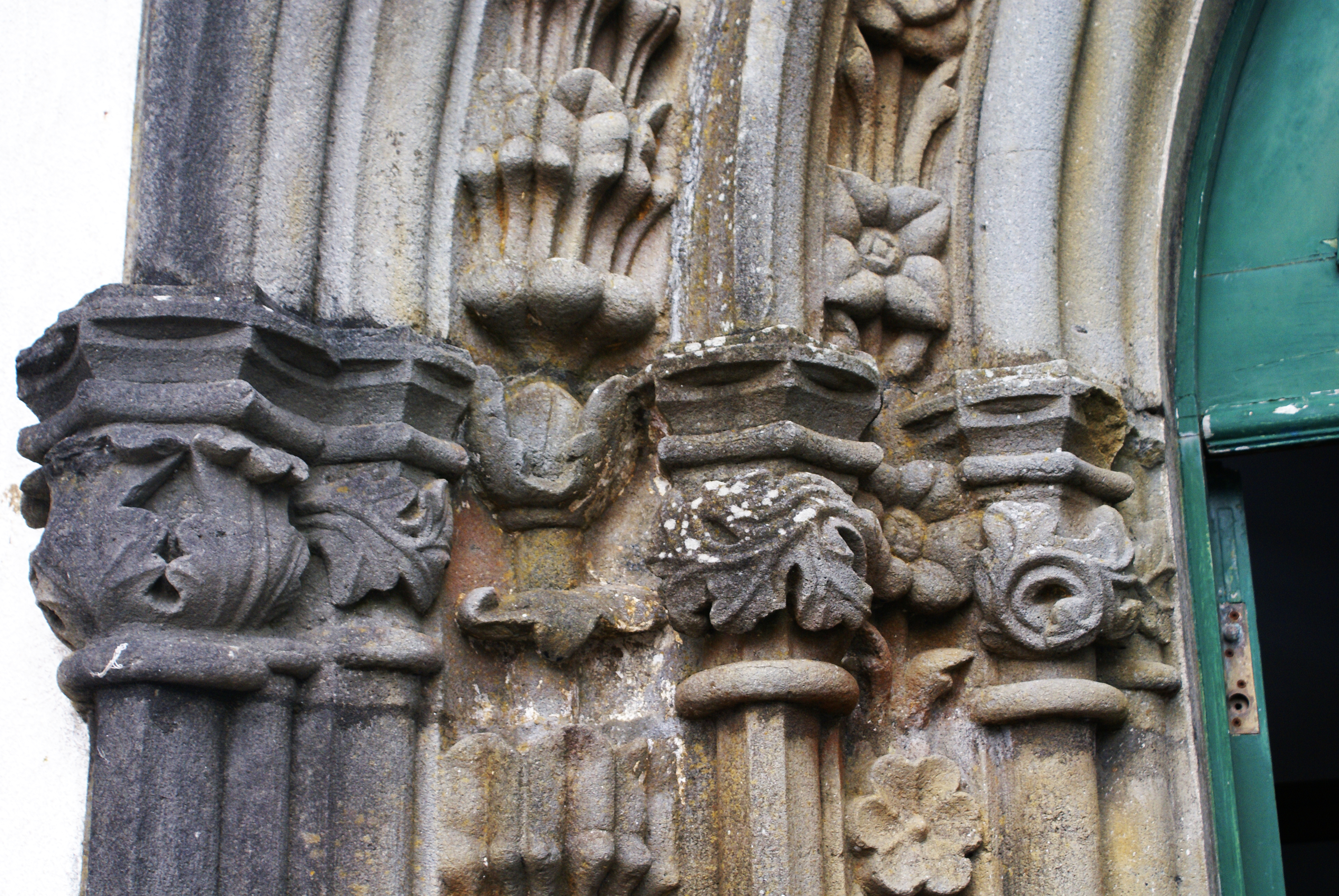
Igreja de Santa Bárbara: detalhe da porta.

A Igreja de Santa Bárbara localiza-se na freguesia de Cedros, concelho da Horta, na ilha do Faial, nos Açores.

## História
De acordo com o historiador António Lourenço da Silveira Macedo este templo deverá datar do ano de 1594. O escritor Marcelino de Almeida Lima argumenta porém que a sua fundação deverá ser anterior àquele ano "porque Gaspar Frutuoso, que visitou o Faial, segundo se presume, no terceiro quartel do século XVI, já a menciona nas Saudades da Terra", informando ser "igreja de três naves sobre cinco colunas com uma coluna do lado esquerdo".
Marcelino Lima prossegue e explica que Silveira Macedo fundamentou a sua asserção certamente na inscrição que se encontra no cimo da porta do lado do sul a qual reza: "Esta capela fez António Martins em 1596", e que, a ser verdade, como se regista na legenda, deve tratar-se de uma reedificação.

## Características
A fachada e o pórtico deste templo são testemunho da sua antiguidade, constituindo, o pórtico, um valioso motivo artístico. A torre, porém, deve ser de construção posterior à do corpo da igreja, embora também tenha uma feição digna de nota.
É digno de registo o fato de que, em seu interior, uma das naves é mais baixa do que as outras. A esse propósito, Marcelino Lima informa: "Dizem uns  que foi nave acrescentada para aumentar o templo, outros opinam ser nave que ficou do primitivo templo, quando substituído (não se sabe quando) pelo actual".